# Kiental
Kiental är en dal i Schweiz.   Den ligger i kantonen Bern, i den centrala delen av landet, 50 km sydost om huvudstaden Bern.
Trakten runt Kiental består i huvudsak av gräsmarker. Runt Kiental är det glesbefolkat, med 20 invånare per kvadratkilometer.